# Kalliosaari (ö i Egentliga Tavastland, Riihimäki, lat 60,68, long 24,66)
Kalliosaari är en ö i Finland. Den ligger i sjön Hirvijärvi och i kommunen Riihimäki i den ekonomiska regionen  Riihimäki ekonomiska region  och landskapet Egentliga Tavastland, i den södra delen av landet, 60 km norr om huvudstaden Helsingfors. Öns area är 0,2 hektar och dess största längd är 60 meter i sydöst-nordvästlig riktning.